# Schaatsmarathon Hoorn
Sinds het schaatsseizoen 2006-2007 worden er landelijke schaatsmarathons gereden op kunstijsbaan De Westfries te Hoorn. Sinds 2014 wordt er gestreden om de Sjoerd Huisman Bokaal.

## Topdivisie mannen
| Seizoen   | Datum       | Hoofdsponsor            | Naam wedstrijd      | Goud                 | Zilver             | Brons                | Ronden | Tijd    | Gem. rondetijd (s) | Gem. snelheid (km/u) |
| --------- | ----------- | ----------------------- | ------------------- | -------------------- | ------------------ | -------------------- | ------ | ------- | ------------------ | -------------------- |
| 2006-2007 | 7 feb 2007  |                         | Nationale Wedstrijd | Bob de Vries         | Martijn Bovenmars  | Jan van Oosterom     | 100    | 52:59   | 31,8               | 45,3                 |
| 2007-2008 | 17 nov 2007 |                         | KNSB Cup 7          | Ingmar Berga         | Bob de Vries       | Christijn Groeneveld | 100    | 52:19   | 31,4               | 45,9                 |
| 2008-2009 | 22 feb 2009 |                         | KNSB Cup Finale     | Jochem Uithoven      | Crispijn Ariëns    | Arjan Stroetinga     | 150    | 1:22:50 | 33,1               | 43,5                 |
| 2009-2010 | 21 nov 2009 |                         | Marathon Cup 7      | Ingmar Berga         | Pieter Jan van Eck | Rob Hadders          | 125    | 1:07:19 | 32,3               | 44,6                 |
| 2009-2010 | 9 jan 2010  |                         | Marathon Cup Finale | Bob de Vries         | Ingmar Berga       | Sander Kingma        | 150    | 1:21:31 | 32,6               | 44,2                 |
| 2009-2010 | 27 feb 2010 |                         | Driedaagse Finale   | Ralf Zwitser         | Willem Hut         | Kurt Wubben          | 150    | 1:20:54 | 32,4               | 44,5                 |
| 2010-2011 | 20 nov 2010 | Provincie Noord-Holland | KPN Marathon Cup 5  | Jorrit Bergsma       | Sander Kingma      | Bart de Vries        | 125    | 1:06:08 | 31,7               | 45,4                 |
| 2011-2012 | 13 jan 2012 | De Jong Ursem           | KPN Marathon Cup 13 | Christijn Groeneveld | Ingmar Berga       | Bob de Vries         | 125    | 1:05:39 | 31,5               | 45,7                 |
| 2012-2013 | 22 dec 2012 | Kloosterboer            | KPN Marathon Cup 11 | Arjan Stroetinga     | Gary Hekman        | Ingmar Berga         | 125    | 1:06:15 | 31,8               | 45,3                 |
| 2013-2014 | 30 nov 2013 | Kloosterboer            | KPN Marathon Cup 8  | Frank Vreugdenhil    | Fabio Francolini   | Rob Hadders          | 125    | 1:05:57 | 31,7               | 45,5                 |
| 2014-2015 | 22 nov 2014 | AB Vakwerk              | KPN Marathon Cup 6  | Evert Hoolwerf       | Thom van Beek      | Simon Schouten       | 125    | 1:05:35 | 31,5               | 45,7                 |
| 2015-2016 | 28 nov 2015 | AB Vakwerk              | KPN Marathon Cup 6  | Bart Swings          | Alexis Contin      | Evert Hoolwerf       | 125    | 1:05.56 | 31,6               | 45,5                 |
| 2016-2017 | 26 nov 2016 | AB Vakwerk              | KPN Marathon Cup 6  | Simon Schouten       | Crispijn Ariëns    | Remko Schouten       | 125    | 1:06.46 | 32,0               | 43,8                 |
| 2017-2018 | 25 nov 2017 | AB Vakwerk              | KPN Marathon Cup 6  | Ingmar Berga         | Mats Stoltenborg   | Robert Post          | 125    | 1:05.06 | 31,2               | 46,1                 |
| 2018-2019 | 24 nov 2018 | Trachitol               | Trachitol Trophy 3  | Evert Hoolwerf       | Arjan Stroetinga   | Crispijn Ariëns      | 125    | 1:04.39 | 31,0               | 46,4                 |
| 2019-2020 | 23 nov 2019 | Trachitol               | Trachitol Trophy 3  | Gary Hekman          | Sjoerd den Hertog  | Daniel Niero         | 125    | 1:04.47 | 31,1               | 46,3                 |
| 2019-2020 | 8 feb 2020  |                         | KPN Marathon Cup 12 | Daniel Niero         | Bart Hoolwerf      | Evert Hoolwerf       | 125    | 1:05.59 | 31,7               | 45,5                 |
| 2021-2022 | 20 nov 2021 |                         | KPN Marathon Cup 5  | Evert Hoolwerf       | Casper de Gier     | Jeroen Janissen      | 125    | 1:10.12 | 33,7               | 42,7                 |

## Topdivisie vrouwen
| Seizoen   | Datum       | Hoofdsponsor            | Naam wedstrijd      | Goud                    | Zilver                  | Brons                | Ronden | Tijd  | Gem. rondetijd (s) | Gem. snelheid (km/u) |
| --------- | ----------- | ----------------------- | ------------------- | ----------------------- | ----------------------- | -------------------- | ------ | ----- | ------------------ | -------------------- |
| 2006-2007 | 7 feb 2007  |                         | Nationale Wedstrijd | Daniëlle Bekkering      | Elma de Vries           | Helen van Goozen     | 60     | 34:42 | 34,7               | 41,5                 |
| 2007-2008 | 17 nov 2007 |                         | KNSB Cup 7          | Daniëlle Bekkering      | Elma de Vries           | Maria Sterk          | 60     | 33:48 | 33,8               | 42,6                 |
| 2008-2009 | 22 feb 2009 |                         | KNSB Cup Finale     | Chris Witty             | Elma de Vries           | Mariska Huisman      | 70     | 40:46 | 34,9               | 41,2                 |
| 2009-2010 | 21 nov 2009 |                         | Marathon Cup 7      | Mariska Huisman         | Maria Sterk             | Bianca Roosenboom    | 60     | 34:01 | 34,0               | 42,3                 |
| 2009-2010 | 9 jan 2010  |                         | Marathon Cup Finale | Chris Witty             | Mariska Huisman         | Carla Zielman        | 70     | 40:51 | 35,0               | 41,1                 |
| 2009-2010 | 27 feb 2010 |                         | Driedaagse Finale   | Mariska Huisman         | Maria Sterk             | Carla Zielman        | 70     | 40:33 | 34,8               | 41,4                 |
| 2010-2011 | 20 nov 2010 | Provincie Noord-Holland | KPN Marathon Cup 5  | Foske Tamar van der Wal | Elma de Vries           | Wieteke Cramer       | 60     | 34:22 | 34,4               | 41,9                 |
| 2011-2012 | 13 jan 2012 | De Jong Ursem           | KPN Marathon Cup 13 | Foske Tamar van der Wal | Mariska Huisman         | Carla Zielman        | 60     | 33:21 | 33,4               | 43,2                 |
| 2012-2013 | 22 dec 2012 | Kloosterboer            | KPN Marathon Cup 11 | Mariska Huisman         | Foske Tamar van der Wal | Carla Zielman        | 70     | 40:03 | 34,3               | 41,9                 |
| 2013-2014 | 30 nov 2013 | Kloosterboer            | KPN Marathon Cup 8  | Irene Schouten          | Janneke Ensing          | Mariska Huisman      | 70     | 39:29 | 33,8               | 42,5                 |
| 2014-2015 | 22 nov 2014 | AB Vakwerk              | KPN Marathon Cup 6  | Aggie Walsma            | Iris van der Stelt      | Mariska Huisman      | 70     | 40:05 | 34,4               | 41,9                 |
| 2015-2016 | 28 nov 2015 | AB Vakwerk              | KPN Marathon Cup 6  | Francesca Lollobrigida  | Bianca Roosenboom       | Janneke Ensing       | 70     | 40:07 | 34,4               | 41,9                 |
| 2016-2017 | 26 nov 2016 | AB Vakwerk              | KPN Marathon Cup 6  | Francesca Lollobrigida  | Janneke Ensing          | Emma Engbers         | 80     | 46:27 | 34,8               | 39,3                 |
| 2017-2018 | 25 nov 2017 | AB Vakwerk              | KPN Marathon Cup 6  | Iris van der Stelt      | Janneke Ensing          | Elsemieke van Maaren | 80     | 45:25 | 34,1               | 42,3                 |
| 2018-2019 | 24 nov 2018 | Trachitol               | Trachitol Trophy 3  | Irene Schouten          | Marijke Groenewoud      | Imke Vormeer         | 80     | 44:52 | 33,7               | 42,8                 |
| 2019-2020 | 23 nov 2019 | Trachitol               | Trachitol Trophy 3  | Kelly Schouten          | Merel Bosma             | Jade van der Molen   | 80     | 45:15 | 33,9               | 42,4                 |
| 2019-2020 | 8 feb 2020  |                         | KPN Marathon Cup 12 | Marijke Groenewoud      | Manon Kamminga          | Merel Bosma          | 80     | 45:23 | 34,0               | 42,3                 |
| 2021-2022 | 20 nov 2021 |                         | KPN Marathon Cup 5  | Lisa van der Geest      | Loesanne van der Geest  | Elisa Dul            | 80     | 45:35 | 34,2               | 42,1                 |

## Beloftendivisie mannen
| Seizoen   | Datum       | Hoofdsponsor            | Naam wedstrijd      | Goud                 | Zilver                | Brons             | Ronden | Tijd  | Gem. rondetijd (s) | Gem. snelheid (km/u) |
| --------- | ----------- | ----------------------- | ------------------- | -------------------- | --------------------- | ----------------- | ------ | ----- | ------------------ | -------------------- |
| 2006-2007 | 7 feb 2007  |                         | Nationale Wedstrijd | Karlo Timmerman      | Peter Nauta           | Shinta Kobayashi  | 75     | 43:53 | 35,1               | 41,0                 |
| 2007-2008 | 17 nov 2007 |                         | KNSB Cup 7          | Peter van de Pol     | Frank Posthumus       | Rudi Groenendal   | 100    | 56:41 | 34,0               | 42,3                 |
| 2008-2009 | 22 feb 2009 |                         | KNSB Cup Finale     | Greg Nieuwenhuys     | Peter Nauta           | Engbert de Vegt   | 100    | 55:32 | 33,3               | 43,2                 |
| 2009-2010 | 21 nov 2009 |                         | Marathon Cup 7      | Cees Juffermans      | Niels Mesu            | Ronald Kruijer    | 100    | 55:19 | 33,2               | 43,4                 |
| 2009-2010 | 9 jan 2010  |                         | Marathon Cup Finale | Erwin Hulsink        | Gerard Nijgh          | Jasper van Tol    | 100    | 54:58 | 33,0               | 43,7                 |
| 2009-2010 | 27 feb 2010 |                         | Driedaagse Finale   | Jasper van Tol       | Frederik Nauta        | Johan Hendriks    | 100    | 55:23 | 33,2               | 43,3                 |
| 2010-2011 | 20 nov 2010 | Provincie Noord-Holland | KPN Marathon Cup 5  | Thijs Smets          | Mats Stoltenborg      | Sjaak de Wolff    | 100    | 54:47 | 32,9               | 43,8                 |
| 2011-2012 | 13 jan 2012 | De Jong Ursem           | KPN Marathon Cup 13 | Tom Schuit           | Leander van der Geest | Mats Stoltenborg  | 100    | 54:40 | 32,8               | 43,9                 |
| 2012-2013 | 22 dec 2012 | Kloosterboer            | KPN Marathon Cup 11 | Robert Post          | Arnt Jalvingh         | Gerwin Smit       | 100    | 54:32 | 32,7               | 44,0                 |
| 2013-2014 | 30 nov 2013 | Kloosterboer            | KPN Marathon Cup 8  | Niels Mesu           | Gerwin Smit           | Maarten Swings    | 100    | 54:01 | 32,4               | 44,4                 |
| 2014-2015 | 22 nov 2014 | AB Vakwerk              | KPN Marathon Cup 6  | Karlo Timmerman      | Ruurd Dijkstra        | Anton Ketellapper | 100    | 53:23 | 32,0               | 45,0                 |
| 2015-2016 | 28 nov 2015 | AB Vakwerk              | KPN Marathon Cup 6  | Derk Abel Beckeringh | Jasper van Mierle     | Niels Immerzeel   | 100    | 54:59 | 33,0               | 43,6                 |
| 2016-2017 | 26 nov 2016 | AB Vakwerk              | KPN Marathon Cup 6  | Danny Stam           | Kevin Hoekstra        | Joerec Cijsouw    | 100    | 53:50 | 32,2               | 42,4                 |
| 2017-2018 | 25 nov 2017 | AB Vakwerk              | KPN Marathon Cup 6  | Luuk Loohuis         | Victor Ramler         | Hendrik Poelstra  | 100    | 53:43 | 32,2               | 44,7                 |
| 2018-2019 | 24 nov 2018 | Trachitol               | Trachitol Trophy 3  | Daan Gelling         | Casper de Gier        | Ruud Slagter      | 100    | 53:35 | 32,1               | 44,8                 |
| 2019-2020 | 23 nov 2019 | Trachitol               | Trachitol Trophy 3  | Rémon Vos            | Erwin Mesu            | Jurrian Haasjes   | 100    | 53:37 | 32,2               | 44,8                 |
| 2019-2020 | 8 feb 2020  |                         | KPN Marathon Cup 12 | Roel Boek            | Mark Prinsen          | Douwe Boonstra    | 100    | 55:18 | 33,2               | 43,4                 |
| 2021-2022 | 20 nov 2021 |                         | KPN Marathon Cup 5  | Roy Hoogendoorn      | Mike Dogterom         | Luuc Bugter       | 100    | 56:21 | 33,8               | 42,6                 |

## Beloftendivisie Vrouwen
| Seizoen   | Datum       | Hoofdsponsor | Naam wedstrijd     | Goud                  | Zilver           | Brons         | Ronden | Tijd  | Gem. rondetijd (s) | Gem. snelheid (km/u) |
| --------- | ----------- | ------------ | ------------------ | --------------------- | ---------------- | ------------- | ------ | ----- | ------------------ | -------------------- |
| 2019-2020 | 23 nov 2019 | Trachitol    | Trachitol Trophy 3 | Annemarie van der Wal | Femke Mossinkoff | Suzanne Klous | 70     | 42:05 | 36,1               | 39,9                 |
| 2021-2022 | 20 nov 2021 |              | KPN Marathon Cup 5 | Ramona Westerhuis     | Sofia Schilder   | Demi Huiden   | 60     | 35:52 | 35,9               | 40,1                 |